# KZ1

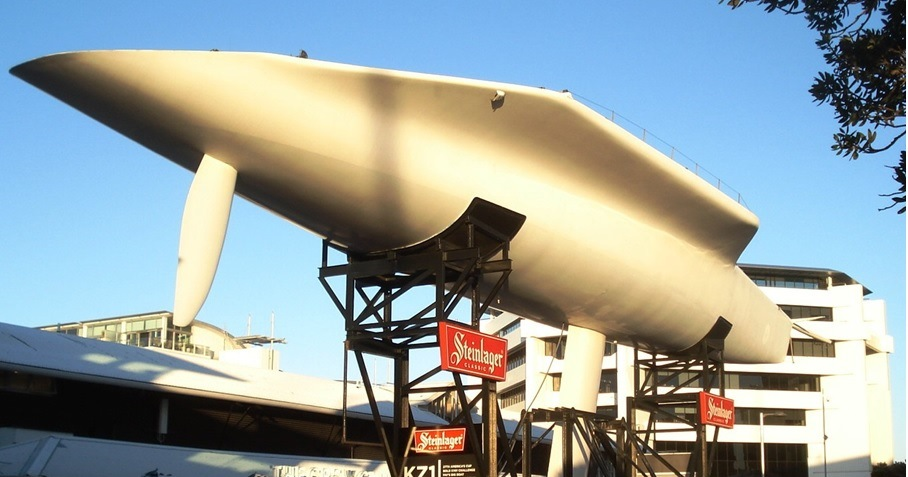
Die KZ1 vor dem Maritime Museum in Auckland – Heckansicht (nur der Rumpf (2015))

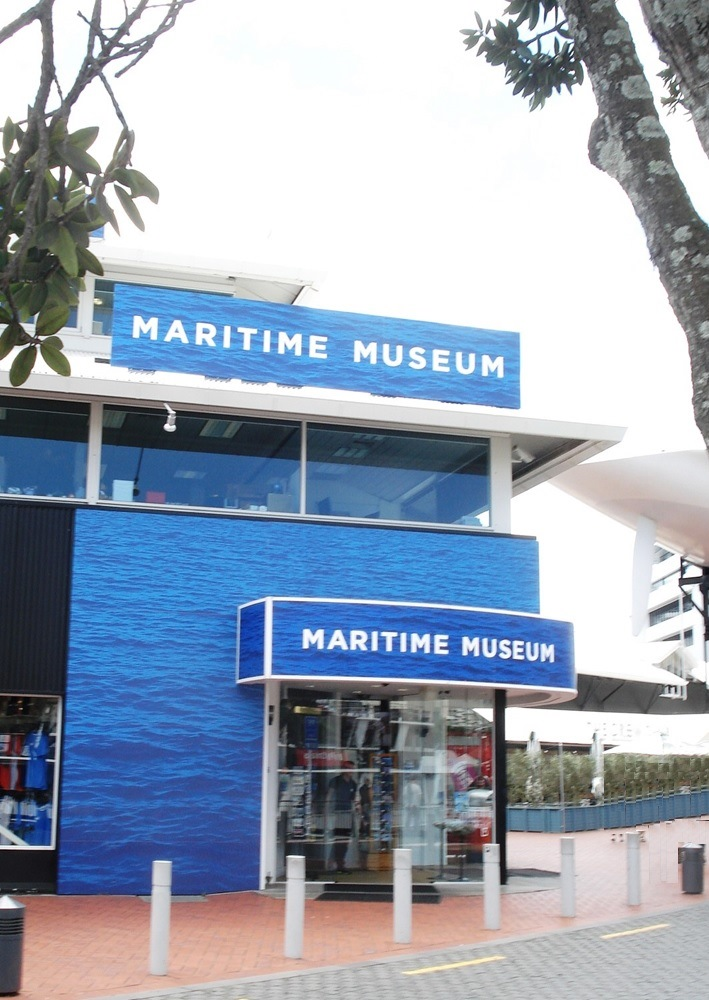
Eingang des Maritime Museum in Auckland – rechts das Heck der KZ1

Die KZ1 war der neuseeländische Herausforderer im America’s Cup 1988.
Die KZ1, entworfen von Bruce Farr, wurde von David Barnes zusammen mit einer 40 Mann starken Crew des Mercury Bay Boating Club in Whitianga gesegelt. Wegen ihrer Größe bekam die KZ1 den Spitznamen „Big Boat“ oder auch wegen des ungewöhnlichen Decks „Flugzeugträger“. Finanziert wurde das Boot durch den neuseeländischen Bankier Michael Fay.
Die Idee hinter diesem ungewöhnlichen Entwurf war, die amerikanischen Pokalverteidiger mit einem einzigartigen Entwurf herauszufordern und so mögliche Konkurrenten gar nicht erst aufkommen zu lassen. Die übliche Bauweise der America’s-Cup-Yachten seit 1958 folgte der 12-Meter-Klasse. Der Entwurf der KZ1 orientierte sich hingegen an den Maximalwerten, die in der „Deed of Gift“, dem Grundregelwerk des America’s Cup, festgelegt sind. Da dem herausgeforderten amerikanischen Skipper Dennis Conner keine Zeit verblieb, ein ebensogroßes Boot entwickeln zu lassen, entschied man sich einen Katamaran zu bauen. Es war zunächst fraglich, ob ein Mehrrumpfboot überhaupt zulässig sei.
Dennis Conners Katamaran Stars & Stripes gewann erwartungsgemäß die 27. Austragung des America’s Cup gegen die KZ1.
Es gab umfangreiche Rechtsstreitigkeiten vor und nach dem Rennen, in deren Verlauf die Neuseeländer trotz der Niederlage im Rennen den Pokal zunächst zugesprochen bekamen, ihn aber letztlich in der Berufung wieder verloren.
Die KZ1 befindet sich jetzt als Ausstellungsstück vor dem National Maritime Museum in Auckland.

## Spezifikation
- Besatzung: 30 bis 40
- Länge über alles: 36,57 m (120 ft)
- Länge (Auf der Wasserlinie): 27,43 m (90 ft)
- Breite: 8,07 m (26 ft 6 in)
- Tiefgang: 6,40 m (21 ft)
- Segelfläche (am Wind): 627 m² (6.749 ft²)
- Segelfläche (vor dem Wind): 1.600 m² (17.300 ft²)
- Masthöhe: 46,78 m (153 ft 6 in)
- Verdrängung: 39 tons
- Rumpfmaterial: CfK, Kevlar/Nomex Sandwich
- Klasse: Free, 90-foot LOA

### Vergleich
Diese Tabelle vergleicht die Größe der KZ1 mit einigen ihrer berühmtesten großen Vorgänger:
| Name     | Year | Länge über alles | Länge auf Wasserlinie | Segelfläche | Masthöhe | Verdrängung |
| -------- | ---- | ---------------- | --------------------- | ----------- | -------- | ----------- |
| Reliance | 1903 | 43,89 m          | 27,43 m               | 1,501 m²    | 67,05 m  | 189 tons    |
| Ranger   | 1937 | 41,15 m          | 26,51 m               | 701 m²      | 46,98 m  | 166 tons    |
| KZ1      | 1988 | 36,57 m          | 27,43 m               | 627 m²      | 46,78 m  | 39 tons     |